# Nikonos
Nikonos est le nom commercial des appareils photo argentiques conçus pour la photographie sous-marine lancés par Nikon en 1963. Les premiers Nikonos étaient une évolution du Calypso conçu par l'ingénieur belge Jean de Wouters , produit en France par Atoms et commercialisé par la Spirotechnique (devenue depuis Aqua Lung) jusqu'à ce que la licence soit achetée par Nikon qui en fera le Nikonos. Le système Nikonos a été très populaire auprès des photographes sous-marins amateurs et professionnels. Son design compact, sa facilité d'utilisation et son excellente qualité optique ont établi la norme pour plusieurs décennies d'imagerie sous-marine. Nikon a cessé le développement et la fabrication de nouveaux appareils photo Nikonos en 2001.

## Histoire
La première incursion de Nippon Kogaku dans la photographie sous-marine a lieu en 1956, lorsque la société développe un boîtier étanche pour l' appareil photo télémétrique Nikon S2, commercialisé en mai sous le nom de Nikon Marine . À peu près au même moment, Jean de Wouters construisait les premiers prototypes du Calypso pour La Spirotechnique. La série est commercialisée en 1961. La Spirotechnique manquant d'expérience dans la conception et la fabrication d'appareils photo, a alors contacté Nippon Kogaku pour lui céder une licence des droits de production et de vente en juin 1961. Les deux sociétés ont signé un contrat en février 1962 accordant les droits de vente et de distribution mondiaux à Nikon hors de France et de la Communauté économique européenne.
Nippon Kogaku achète le brevet du Calypso en 1963 et commence à fabriquer le Nikonos équipé d'optiques Nikkor au lieu des objectifs originaux SOM Berthiot et Angenieux.

### Un outil solide
Grâce à son boîtier étanche, son choix d'objectifs et sa robustesse, le Nikonos a été un outil précieux pour les photographes travaillant dans les jungles humides, les rizières inondées et les champs de bataille battus par la pluie lors de la guerre du Vietnam.

### Fin de production
Le modèle a évolué jusqu'au Nikonos V qui sera fabriqué jusqu'en 2001, date à laquelle Nikon a officiellement annoncé la fin de production de la série. Sans aucune nouveauté depuis des années et avec l'imagerie numérique envahissant le marché, Nikon ne voyait aucune raison de poursuivre la série.

## Conception et fonctionnement
Les appareils photo Nikonos sont des appareils photo à mise au point manuelle. Le viseur sert uniquement à composer la photo et à afficher les informations d'exposition sur les boitiers à mesure interne (Nikonos IV-A et V).
La distance de mise au point se règle par une grosse molette montée sur le côté du barillet de l'objectif et l'ouverture se règle par l'autre molette symétrique. La réfraction affecte la distance estimée sous l'eau en faisant apparaître les objets 25% plus proches qu'ils ne le sont réellement. Par exemple, un objet qui semble être à un mètre sous l'eau (à en juger par sa taille) est en fait à un mètre trente. Nikon considérant que l'utilisateur ne tiendrait pas compte de la correction à apporter a réalisé les repères pour la distance apparente (et non réelle). Les objectifs grand angle du Nikonos ont une grande profondeur de champ qui fait que ces écarts posent peu de problèmes. Les indicateurs de profondeur de champ de la plupart des objectifs Nikonos Nikkor s'ajustent mécaniquement selon la variation du réglage de l'ouverture.
Les divers modèles Nikonos ont une construction robuste, des commandes simples et sont étanches jusqu'à 50 mètres. L'appareil est rendu étanche par un simple système de joints toriques au niveau de tous les assemblages cruciaux. Au fil des nouveaux modèles diverses améliorations telles que la mesure de la lumière, les circuits du flash et une meilleure conception de l'obturateur et de l'avancement du film sont apparues.
| Modèle | Intro   | Disc    | Image | Taille (L×H×P)    | Poids  | Mesure                                                     | Vitesses | Nos de série            | Prix        | Ref.   |
| ------ | ------- | ------- | ----- | ----------------- | ------ | ---------------------------------------------------------- | --- | ----------------------- | ----------- | ------ |
| (I)    | 1963/03 | 1969/03 |       | 125 × 97 ×68 mm   | 700 g  | Pas de cellule                                             | B, 1⁄30, 1⁄60, 1⁄125, 1⁄250, 1⁄500 | 900001–? 30,675 livrés  | 28500 Yens  |        |
| II     | 1968/05 | 1976/03 |       | 129 x 99 x 47 mm  | 495 g  | Pas de cellule                                             | B, 1⁄30, 1⁄60, 1⁄125, 1⁄250, 1⁄500 | 950004–? 92,935 livrés  | 23000 Yens  | [ 7 ]  |
| III    | 1975/06 | 1983/09 |       | 144 x 99 x 47 mm  | 620 g  | Pas de cellule                                             | B, 1⁄30, 1⁄60, 1⁄125, 1⁄250, 1⁄500 | 3100001–? 78,309 livrés | 45000 Yens  | [ 8 ]  |
| IV-A   | 1980/07 | 1984    |       | 149 x 99 x 58 mm  | 740 g  | Interne TTL, Automatique priorité ouverture                | Électronique en continu de 1⁄30 à 1⁄1000 Mécanique (B, 1⁄90)                                                                                       | 4100001–?               | 54500 Yens  | [ 9 ]  |
| V      | 1984/04 | 2001/10 |       | 146 x 99 x 58 mm} | 700 g  | Interne TTL, Automatique priorité ouverture et mode manuel | Électronique en continu de 1⁄30 à 1⁄1000 (mode auto) Manuel (contrôle électronique de 1⁄30, 1⁄60, 1⁄125, 1⁄250, 1⁄500, 1⁄1000) Mécanique (B, 1⁄90) | 2000001–?               | 73000 Yens  | [ 10 ] |
| RS     | 1992/06 | 1996/08 |       | 196 x 151 x 85 mm | 2130 g | Interne TTL, Automatique priorité ouverture et mode manuel | B à 1⁄2000 | 0000001–?               | 390000 Yens | [ 11 ] |

### Dérivés de la première génération du Calypso

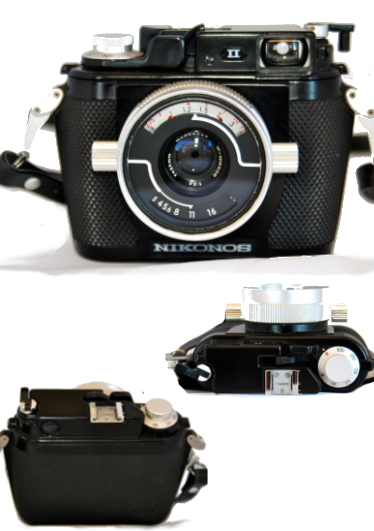
Nikonos II, un des modèles dérivés du Calypso.

La gamme initiale de Nikonos se composait de trois modèles qui étaient des versions améliorées du Calypso de Jean de Wouters et de Cousteau de 1961:
- Nikonos (1963), renommé Nikonos I après la sortie du Nikonos II
- Nikonos II (1968)
- Nikonos III (1975)

Le Nikonos a été présenté à la Photokina de 1963. Au début, l'étanchéité de chaque appareil était testée individuellement. En Europe, selon les termes de l'accord de licence, le Nikonos était vendu sous le nom de Calypso / Nikkor. En juillet 1966, Nikon a commencé la commercialisation du Nikonos en tant qu'appareil photo tout temps et a vendu quelques appareils photo en finition blanche avec des éléments de gainage en cuir blanc. On estime que moins de 150 exemplaires de Nikonos blanc ont été fabriqués,.
Au total, environ 200 000 appareils photo Nikonos I, II et III ont été fabriqués entre 1963 et 1983. Les trois modèles Nikonos sur base Calypso partagent la même structure de base où l'appareil photo complet se compose de trois modules : objectif, boîtier et ensemble de transport obturateur / film. Le film est chargé dans l'ensemble obturateur / film, qui est inséré dans le boîtier, et le montage de l'objectif verrouille les trois pièces ensemble. Les pattes de la sangle sont utilisées pour extraire l'ensemble volet / film du boîtier.
Le Nikonos II était esthétiquement et dimensionnellement similaire au Nikonos d'origine, mais le bouton de vitesses d'obturation a un réglage supplémentaire R (pour Rembobinage), et la molette de rembobinage est équipée d'une manivelle pour faciliter l'opération. En interne, toutes les pièces du Nikonos II ont été revêtues pour éviter la corrosion; en cas de fuite, les pièces internes peuvent être rincées à l'eau douce et séchées, ce qui conduit certains à qualifier le Nikonos II d'indestructible.
Pour que le Nikonos III le mécanisme de transport du film est repensé, il utilise les perforations du film pour aligner les vues alors que Calypso original ne comptait pas les perforations du film, ce qui entraînait parfois des chevauchements d'images. Cela a donné un boitier nettement plus grand. De plus, la prise de synchronisation du flash a gagné une broche supplémentaire pour prendre en charge les flashes électroniques.

### Deuxième génération avec mesure de la lumière
Les appareils suivant ont été entièrement réétudiés pour ajouter une cellule photo électrique mesurant à travers l'objectif (TTL) et une exposition automatique:
- Nikonos IV-A (1980)
- Nikonos V (1984)

Contrairement aux versions précédentes le Nikonos IV-A utilise un dos à charnière pour le chargement du film. L'étanchéité est réalisée grâce à de nombreux joints toriques, y compris un grand joint pour le dos. Le mécanisme de transport de film pour le IV-A a été repris du Nikon EM contemporain. Comme l'EM, le Nikonos IV-A est principalement utilisé en mode d' exposition automatique priorité à l'ouverture avec une vitesses d'obturation régulée en continu par quartz  mais l'appareil propose deux vitesses mécanique d'obturation une pose B et  le 1/90 (marqué M90) en cas de panne de pile.
Le Nikonos V conserve les fonctionnalités du IV-A plus un réglage manuel permettant de choisir la vitesses d'obturation. Le V se débarrassait des critiques faites au IV-A, à savoir la mauvaise conception du joint plat qui pouvait provoquer des fuites, et la nouvelle vitesse de synchronisation flash au 1/90 qui était trop rapide, d'autant que des vitesses plus lentes ne pouvaient pas être utilisées manuellement pour utiliser le flash d'appoint.

### Troisième génération: Reflex autofocus
Le Nikonos RS 1992 est entièrement différent. C'est un appareil photo reflex mono objectif étanche, autofocus, étanche à 100 m. Il dispose d'un assortiment d'objectifs étanches. Il s'agit d'un macro 50 mm f  2,8, d'une largeur de 28 mm, d'un fisheye 13 mm et du premier zoom sous-marin au monde, un 20-35 mm.
Sommet de la technologie de Nikon en matière d'imagerie sous-marine il a suscité un intérêt considérable à l'époque. Bien que révolutionnaire à bien des égards, il était également très coûteux, ce qui le mettait hors de portée de beaucoup des photographes sous-marins, sauf les plus spécialisés (ou les mieux financés). Selon Brian Long, la RS est un développement de la bulle économique japonaise de la fin des années 80, qui a vu la production d'un certain nombre de produits de consommation et d'automobiles à coût nul.
Malheureusement, les premières versions avaient tendance à prendre l'eau si elles n'étaient pas parfaitement entretenues. Les fuites ont été attribuées à de nombreux facteurs dont l'un était le changement pour des joints toriques en silicone de couleur orange qui pouvaient gonfler et fuir si une graisse silicone était utilisée à la place de la graisse Nikonos à base de pétrole. La graisse silicone non-Nikon était pourtant couramment utilisée sans problème sur les joints toriques noirs des Nikonos précédents. Le RS a été discrètement arrêté environ 5 ans plus tard, et aucun modèle ultérieur n'a jamais été conçu ou fabriqué,.

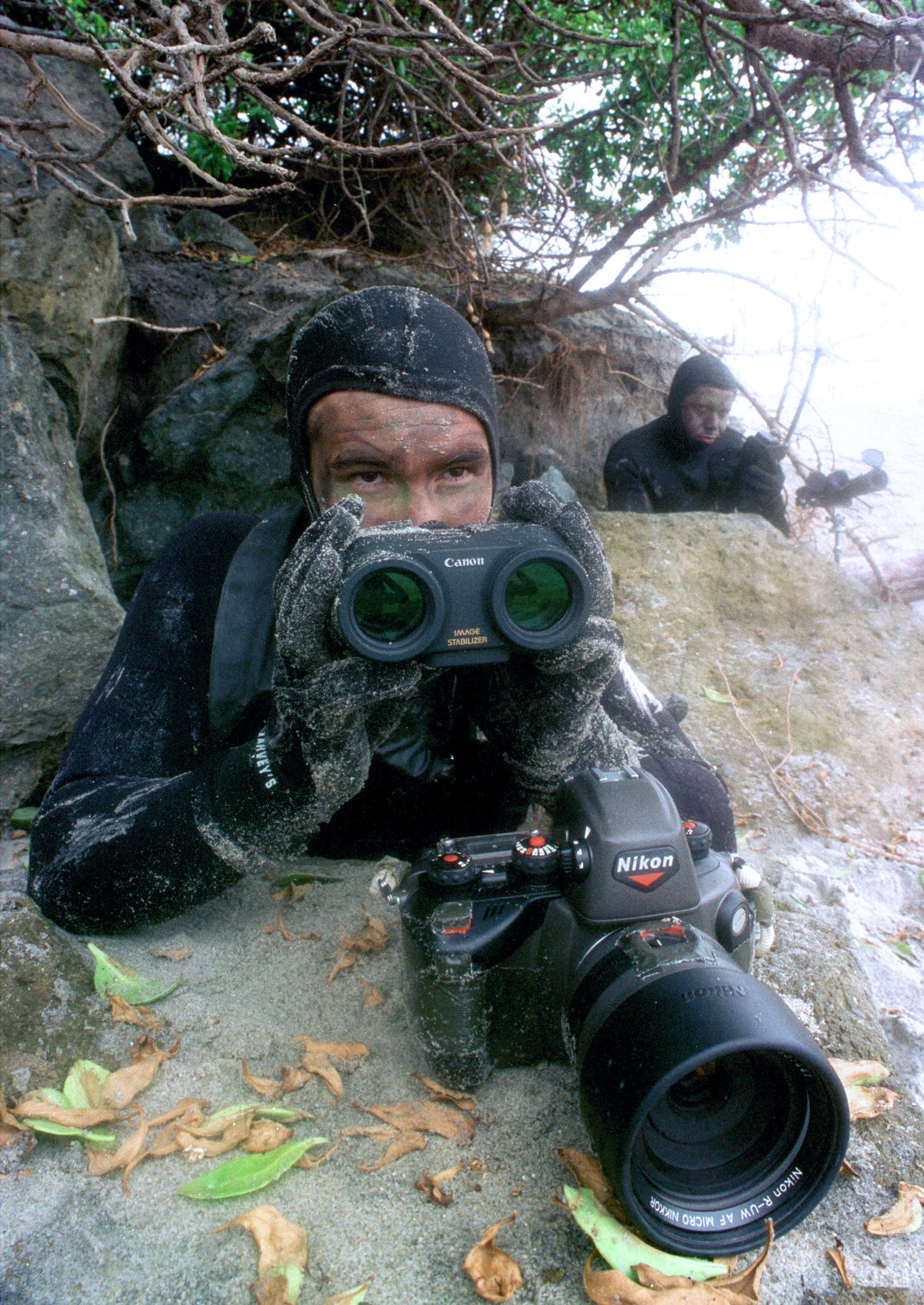
United States Navy SEAL avec un appareil photo numérique sous-marin Nikon / Kodak DCS 425

Aucun Nikonos numérique n'a jamais été fabriqué, mais la division des systèmes commerciaux et gouvernementaux de Kodak a modifié un petit nombre d'appareils photo Nikonos RS pour la marine américaine afin de créer un appareil numérique connu sous le nom de «Nikon / Kodak DCS 425». La partie imagerie numérique était placée dans une porte arrière allongée et était largement identique aux options disponibles pour les appareils photo Kodak DCS 420 contemporains basés sur le Nikon F90 ,.

## Objectifs

### Monture Nikonos
À l'exception du LW-Nikkor 28 mm non étanche, tous les objectifs Nikonos Nikkor utilisent deux boutons pour faciliter la mise au point et l'ouverture avec des mains gantées. Plus tard, ces boutons ont été de couleur différente pour permettre au photographe de distinguer plus clairement leurs fonctions; pour ces objectifs, le bouton argent ou chromé règle la distance de mise au point et le bouton noir contrôle l'ouverture. Le LW-Nikkor utilise des bagues de mise au point et d'ouverture concentriques conventionnelles.
Les deux objectifs Nikonos les plus courants sont le UW28 mm (pour une utilisation sous-marine uniquement) et le W35 mm (qui est amphibie), le UW28 mm étant considéré comme le meilleur objectif. Étant donné que l'eau et l'air ont des indices de réfraction très différents, l'objectif W35 mm est considéré comme légèrement grand angle sur terre, mais équivaut à un objectif standard d'environ 50 mm sous l'eau. La distance focale nominale peut être multipliée par 1,33 × pour déterminer l'angle de vue équivalent sous l'eau. Ce furent également les deux premiers objectifs à être introduits avec le Nikonos; la conception du W-Nikkor 35 mm est basée sur l'objectif Nikkor 35 mm ƒ/2,5 pour monture M39 vendu pour la première fois en 1952; il s'agit d'un objectif double Gauss symétrique derrière un hublot plan en verre pour rendre l'ensemble étanche. Cela améliore la vitesse de l'objectif par rapport à l'objectif d'origine monté sur le Calypso, le SOM Berthiot 35 mm ƒ/3,5, qui avait une construction de type Tessar.
Les objectifs Nikonos désignés «UW-Nikkor» ont été spécialement conçus pour la photographie sous-marine uniquement.
Nikon a également créé deux objectifs pour une utilisation à la fois au-dessus et sous l'eau, et l'un d'eux, le 35 mm ƒ/2,5, peut être considéré comme l'objectif "kit". Ils ont rendu les Nikonos utilisables pour les activités aquatiques telles que le kayak, le canoë ou pour les conditions météorologiques difficiles. Ces deux objectifs, le W-35mm et le W-80mm, étaient également entièrement étanches, mais comme ils utilisaient un hublot plan, ils ne bénéficiaient pas de l'optique optimisée dans le contact avec l'eau.

### Monture Nikonos RS
La monture Nikonos RS est physiquement identique à l'ancienne monture Nikon F, mais une baïonnette externe supplémentaire a été ajoutée pour l'étanchéité, et les griffes sont légèrement décalées par rapport à la vénérable monture. La signalisation électronique est également différente des boîtiers Nikon AF standard.

### Objectifs tiers
Des objectifs ont été conçus pour la monture Nikonos (par exemple, par Sea & Sea). Des objectifs à focale fixe et des compléments optiques fixés à l'avant d'un objectif Nikonos.

## Accessoires

### Macro
- Tubes d'extension pour objectif Nikonos pour la photographie macro, le plus souvent avec l'objectif Nikonos 35 mm pour produire des rapports d'image 2: 1, 1: 1, 1: 2, et 1: 3. Uniquement proposés par des tiers, aucun tube d'extension n'a été produit par Nikon.
- Nikon Close Up Kit, qui comprenait un complément optique gros plan qui se fixe à l'avant du 28 mm, du 35 mm ou du 80 mm, un support de cadre et trois cadres de champ (un pour chaque objectif) pour produire des rapports d'image quasi macro (plage d'environ 1: 5 à 1: 3, selon l'objectif utilisé).
- Lentilles macro de gros plan de tierces parties.

Étant donné que les appareils photo Nikonos non reflex n'offraient pas de visualisation à travers l'objectif, la profondeur de champ extrêmement faible pour la macrophotographie nécessitait pragmatiquement une aide à la mise au point. Les systèmes de bague-allonge et de Close Up Kit utilisaient un cadre et des piges, qui se fixait à l'assemblage de l'objectif et fournissait un indice physique direct de la distance entre l'appareil photo et le sujet, ainsi que sa largeur/hauteur approximative. Le "Close Up Kit" de Nikon fournissait un cadre rectangulaire complet, mais la plupart des kits de tubes d'extension tiers n'indexaient généralement que le bas et les deux côtés, pas le haut, et en raison de cette forme, un terme argotique pour les cadres Nikonos était en anglais : Goal Posts (en français : « poteaux de transformation »).

### Posemètre Nikonos

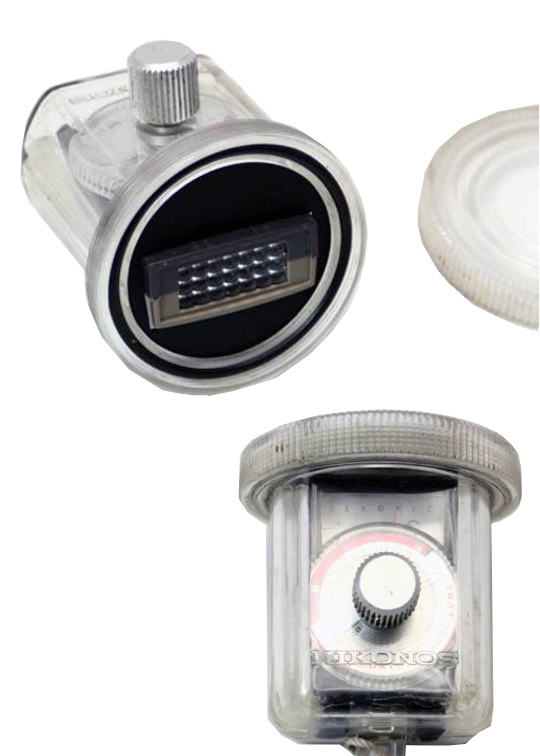
Posemètre Nikonos.

L'accessoire posemètre Nikonos contient le posemètre terrestre Sekonic L-86 Auto-Lumi à cellules de sélénium. Un posemètre sous-marin est nécessaire pour les Nikonos I, II et III, qui n'ont pas de mesure de lumière dans le boîtier.

### Flash
Étant donné que la lumière devient monochromatique à mesure que la profondeur augmente, une source de lumière portable est nécessaire pour la photographie sous-marine. Les premiers appareils photo Nikonos basés sur l'appareil Calypso (I et II) étaient équipés de ports de synchronisation à deux broches pour les flashs. Le Nikonos III a ajouté une troisième broche pour prendre en charge les flashs électroniques ; bien qu'un prototype ait été présenté (SB-11), le premier flash électronique Nikonos, le SB-101, a été introduit avec le Nikonos IV-A ; le IV-A et le III prenaient tous deux en charge le SB-101, mais le IV-A a abandonné la prise en charge des flashs à ampoule. Les modèles SB-102 et SB-103 ont été introduits avec le Nikonos V, le SB-103 étant une version plus compacte du SB-102, qui était lui-même une version mise à jour du SB-101. Les modèles SB-104 et SB-105 ont été introduits avec le Nikonos RS ; ces quatre unités (SB-102 à SB-105) prenaient en charge le fonctionnement du flash TTL,.
Le SB-103 a été rappelé en septembre 1998 ; de l'hydrogène pouvait potentiellement s'accumuler et être enflammé par le tube flash, ce qui éjectait la lentille frontale et le tube flash de l'appareil. Les propriétaires des appareils rappelés se sont vu proposer le SB-105 en remplacement. Le boîtier du SB-103 étant conçu pour résister à la pression, Nikon n'a pas été en mesure d'écraser les unités rappelées et a percé un trou à travers le marquage "103" sur le côté du flash. Certaines des unités rappelées ont ensuite été revendues sur le marché d'occasion. Le rappel était toujours actif en octobre 2017 ; comme le SB-105 n'est plus fabriqué, les propriétaires de SB-103 recevront un bon d'achat.
Ces flashs ne disposant pas du mode i-TTL peuvent être utilisés uniquement en mode manuel avec des boîtiers photos numériques Nikon en caisson étanche.
| Nom    | Nombre guide          | Nombre guide         | Couverture (terre/eau) | Modes | Modes | Modes                 | Puissance   | Taille                       | Masse    | Ref.   |
| Nom    | Terre                 | Eau                  | Couverture (terre/eau) | TTL   | Auto  | Manuel                | Puissance   | Taille                       | Masse    | Ref.   |
| ------ | --------------------- | -------------------- | ---------------------- | ----- | ----- | --------------------- | ----------- | ---------------------------- | -------- | ------ |
| SB-101 | 32 m (104,9868768 pi) | 16 m (52,4934384 pi) | 66°/50°,               | Non   | Oui   | Oui (Full, 1⁄4)       | 8×"AA"/R6   | 403 × 94 × 157 mm (H×W×D)    | 1 900 g  | [ 31 ] |
| SB-102 | 32 m (104,9868768 pi) | 16 m (52,4934384 pi) | 79°/59°                | Oui   | Oui   | Oui (Full, 1⁄4, 1⁄16) | 6×"C"/R14   | 139 × 152,5 × 212 mm (W×H×D) | 1 670 g  | [ 32 ] |
| SB-103 | 20 m (65,616798 pi)   | 10 m (32,808399 pi)  | 79°/59°                | Oui   | Non   | Oui (Full, 1⁄4, 1⁄16) | 4×"AA"/R6   | 175 × 130 × 99 mm (W×H×D)    | 780 g,   | [ 33 ] |
| SB-104 | 32 m (104,9868768 pi) | 16 m (52,4934384 pi) | 115°/100°              | Oui   | Non   | Oui (Full, 1⁄4, 1⁄16) | SN-104 NiCd | 124 × 222 mm (Φ×L)           | 1 990 g, | [ 34 ] |
| SB-105 | 22 m (72,1784778 pi)  | 11 m (36,0892389 pi) | 103×84°,               | Oui   | Non   | Oui (Full, 1⁄4, 1⁄16) | 4×"AA"/R6   | 99 × 130 × 181 mm (W×H×D)    | 780 g,   | [ 35 ] |

Notes
1. ↑  avec film ISO 100
2. 1 2 3  Adaptateur optionnel SW-101 pour étendre la couverture à 79°/59° (terre/eau) pour l'objectif UW-Nikkor 28mm ; réduit le nombre guide à 22 et 11 mft sur terre et sous l'eau, respectivement.
3. ↑  Couvre l'objectif W-Nikkor 35mm sans accessoire.
4. 1 2  Utilisation du capteur SU-101
5. ↑  Grip inclus.
6. 1 2 3 4  Sans pile.
7. 1 2 3  Adaptateur SW-102 en option pour étendre la couverture de l'objectif UW-Nikkor 15mm ; réduit le nombre guide à 22 et 11 m ft sur terre et sous l'eau, respectivement.
8. 1 2  Avec Nikonos V.
9. 1 2 3 4  Tête stroboscopique uniquement.
10. 1 2 3 4 5  Adaptateur SW-103 en option pour étendre la couverture de l'objectif UW-Nikkor 15mm ; réduit le nombre guide à 14 et 7 mft sur terre et sous l'eau, respectivement.
11. ↑  1 650 g avec support, bras, articulation et cordon de synchronisation.
12. 1 2  Couvre l'objectif UW-Nikkor 15mm.
13. ↑  avec Nikonos V et RS; Flash d'appoint équilibré par matrice avec Nikonos RS.
14. ↑  Sans la batterie.
15. ↑  3 450 g entièrement équipé, y compris le bras SK-104A, le support/plateau SK-104B et la batterie SN-104.
16. ↑  Étend la couverture à 115° avec SW-103.
17. ↑  Avec Nikonos V et RS.
18. ↑  1 730 g avec support, bras, articulation, cordon de synchronisation et piles.

## Anecdote
- Un Nikonos sans marque a été utilisé par James Bond dans le film Opération Tonnerre de 1965[36],[37].